# Рогніда
Рогніда, також Рогне́да або Рогнедь (церк.-слов. Рогънѣдь; ? — 1000) — полоцька князівна. Представниця скандинавської (варязької) династії. Донька полоцького князя Рогволода. Дружина великого князя київського Володимира Святославича. Згідно з напівлегендарним переказом «Повісті временних літ» відмовилася від шлюбної пропозиції Володимира, який був тоді новгородським князем, через що той захопив Полоцьк, убив її батька, братів. Вважається хронологічно першою з кількох дружин князя, яка народила від нього чотирьох синів: Ізяслава, Мстислава, Ярослава Мудрого та Всеволода, а також двох доньок — Предславу і Прямиславу. Ймовірно після хрещення та шлюбу з Анною князь Володимир віддалив Рогніду, «посадивши» її на річці Либідь, де пізніше було «сільце» Предслави. Згідно з недостовірним свідченням пізнього Тверського літопису, після хрещення Володимира Рогніда постриглася в монахині. Більш ранній (XII ст.) варіант переказу про Рогніду та її сина Ізяслава, відображений у Лаврентіївському літописі, стверджує, що після хрещення Володимир створив Рогніді та її синові отчину (Полоцьк), що й поклало початок окремій полоцькій династії Рюриковичіві. Документально відомо лише, що померла в 1000 році.

## Імена
- Рогнеда — в українській історіографії і літописі[3].
- Рогніда — український варіант імені.
- Рагнхейдр (давньоскан. Ragnheiðr; від Ragn, «влада»[5] і heiðr, «слава»[6]) — реконструкція скандинавського імені[3].
- Анастасі́я — чернече ім'я, яке Рогніда нібито прийняла після хрещення Володимира; згадується у Тверському літописі XVI ст.[7].
- Також можливо, що це не її власне ім'я, а означає «дочка Рогволода».

## Біографія

### Юність
Народилася у 962–964 роках, оскільки у 977 до неї сватаються одразу троє князів. Її батьком був Рогволод (бл. 925–978, який тримав владу у Полоцьку приблизно з 950 року, що прибув сюди «з-за моря», як повідомляє літопис. Питання про походження Рогволода не з'ясоване.

### Міжусобиця

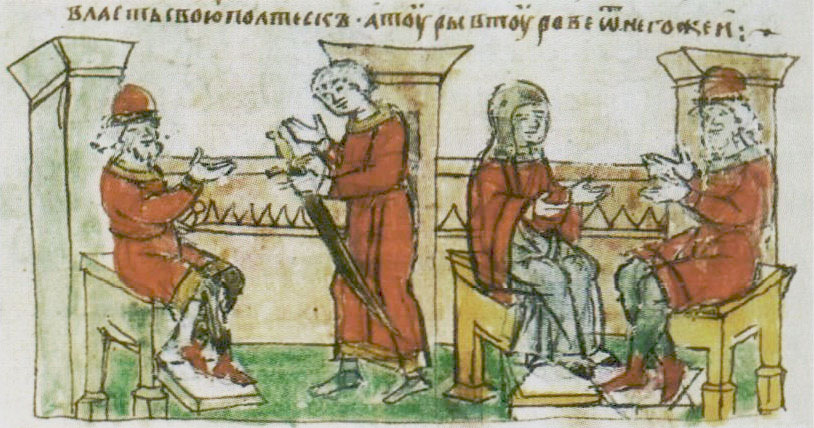
Сватання Рогніди князем Володимиром, мініатюра з Радзивіллівського літопису XV століття

Рогніда мала стати дружиною Ярополка. Тому вона відмовляє неповнолітньому Володимирові. Більше того називає «робичичем» — мати Володимира Малуша була ключницею, робітницею при Ольжиному дворі, а, отже, не мала привілеїв дружини. Понад те, це обурило як Володимира, так і його дядька Добриню Низкинича. Вони навесні 980 захоплюють Полоцьк. Спалюють місто, Рогволода з його синами вбивають. А Рогніду Володимир насильно забирає до Києва і замикає в селі Предславино на річці Либідь.
Так оповідає ці події літопис. Але тут не все так просто. Ці літописні оповідання мають чимало вразливих місць. Особливо фраза «Володимеру сущю Новѣгородѣ», з чого випливає, що під час міжусобиці 975—980 Володимир спокійно був у Новгороді, що не відповідає подіям 980 року, коли Володимир прийшов у Великий Новгород і чекав від брата зброї. Більше того, в цьому оповіданні, розлого поставленому під 1128 роком, немає жодного датування.
На основі цих даних деякі вчені (Василь Татищев та інші) зробили деякі інші висновки. Нижче їх подано в загальному вигляді:
У 976 Рогнідин вік сягнув відмітки 14 років і до неї посватався Ярополк Святославич. Полоцьк тоді був автономією, мав стати у поки що тихому конфлікті на сторону і підмогу столиці. Ярополк розглядав цей шлюб як династичний і Рогнедь йому як частина родини не була потрібна (у нього вже була черниця Юлія в дружинах). 
Олег Святославич не забарився з відповіддю. Він теж надіслав до Рогволода сватів. Рогнедь, намовлена батьком на самостійний вибір, не могла вирішити, за кого йти. Імовірно, вона вибрала деревлянського Олега. Тож восени 977 Ярополк нападає на деревлянське князівство і його брат помирає.
Ситуацією вдало користується наймолодший з братів, 15-річний Володимир. Він, що теж одночасно з братами надсилав сватів до Рогнеді, використовує деревлянську метушню і захоплює Полоцьк, спалює його, а Рогнедь бере за дружину і тікає до Швеції.
Після повернення і захоплення престолу він уже має дітей від Рогнеді.

### Замах

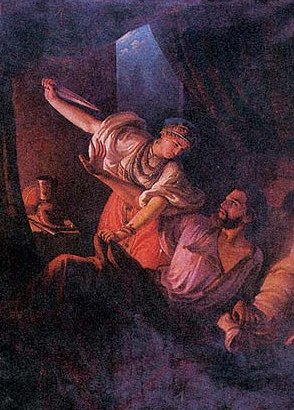
Володимир і Рогнеда (1894)

Багато років Рогнеда терпіла образи через нові шлюби Володимира. Але то не було кохання — її ятрило себелюбство. І от, коли стало відомо про намір Володимира охреститися, вона вирішила, що нарешті час помститися за давні образи.
Коли Володимир тішився ловами на ріці Либідь, він зайшов і до маєтку в Предславиному. Там, після полювання, на гучному бенкеті, князь напився. Оскільки вже була ніч, а до Києва йому їхати з кілометр а потім ще й підніматися узвозом, Володимир лишився у цьому домі.
Після бенкету п'яний князь ліг до Рогнеди в ліжко. Княгиня прокинулася і підійшла до стіни. Там у неї був ніж — ним вона хотіла зарізати чоловіка. Коли вона вже занесла над Володимиром ніж, князь прокинувся і перехопив її руку. Вони почали сваритися. За смерть Рогволода Володимир мав заплатити власною кров'ю. Цей докір був добре знайомий князю і він просто мовчки вислухав докори дружини. Проте за зухвалість її треба було стратити. Тож він наказав Рогнеді ошатно вбратися і чекати на нього в кімнаті. Коли Володимир зайшов до кімнати з мечем, Рогнеда не втрималась і закричала. На крик підбіг їхній син Ізяслав. Він був уже старший, знав закон і мав мстити за вбиту матір. Схопив меча і спрямував його проти батька. Спантеличений Володимир скликав бояр. Вони сказали, що краще всього відправити їх у висилку, на вотчину, де вони б жили і правили спокійно.
На диво, Володимир вислухав бояр і відпустив їх у Полоцьк, залишивши інших дітей Рогнеди при собі.

### Подальше життя
Очевидно, що в Полоцьку Ізяслав правив не самостійно. Було регентство, і титул регента, тобто, регентші, займала Рогнеда. Імовірно, регентство це тривало до моменту, коли Ізяславу виповнилось 17–18 років. Судячи з усього, це сталося в 997 році.
У 997, Рогнеда відходить від державних справ. Про її подальше життя ранні літописи мовчать, а от пізні, зокрема Никонівський літопис, повідомляють, що Рогнеда постриглась у черниці під християнським ім'ям Анастасії. Постриг цей, варто б вважати, стався восени або взимку 997 року.
Рогнеда померла у 1000 році. Це була молода жінка 36–39 років віком. Можливо, її життя скоротили сирі печери, де вона мешкала останні два роки життя.

## Сім'я
- Батько: Рогволод
- Мати: невідома
- Чоловік: Володимир (963? —1015), князь новгородський (970—980), великий князь київський (980—1015)
- Діти:
  - Ізяслав (981—1001), князь полоцький (бл.990—1001)
  - Всеволод (між 983/984—до 1015), князь володимирський (990—1008/1013)
  - Предслава (між 983/986— після 1011 до 1042) ∞ наложниця польського короля Болеслава І
  - Прямислава (бл.987/988—?) ∞ Ласло Лисий, угорський князь

Свого першого сина Рогнідь народила пізніше від шлюбу, десь у 979–981 роках. Це був її первісток Ізяслав Володимирович. Святополк «Окаянний» теж міг бути її сином від Ярополка Святославовича або від Володимира Святославовича.
Більшість учених вважають, що Ярослав Мудрий був саме її сином. Але час від часу на цю тему висловлюються свої сумніви, і інтерпретація Ярослава, як сина від іншої дружини Володимира Багрянородної Анни. Але такі версії сьогоднішні вчені всерйоз не сприймають.

## Пам'ять
Вулиця Рогнідинська у Києві

### Монографії
- Войтович Л. 3.1. Династія Рюриковичів. //  Князівські династії Східної Європи (кінець IX — початок XVI ст.). Львів: Інститут українознавства, 2000.
- Войтович Л. Княжа доба: портрети еліти . — Біла Церква, 2006.
- Литвина А. Ф., Успенский Ф. Б. Выбор имени у русских князей в Х–XVI вв.: Династическая история сквозь призму антропонимии. Москва, 2006.
- Толочко О. П. «Князь-робичич» та «король-орач»: Східноєвропейські паралелі до давньоруських генеалогічних легенд // Старожитності Русі-України. Київ, 1994.

### Довідники
- Толочко О. П. Рогнеда // Енциклопедія історії України : у 10 т. / редкол.: В. А. Смолій (голова) та ін. ; Інститут історії України НАН України. — К. : Наукова думка, 2012. — Т. 9 : Прил — С. — С. 249. — ISBN 978-966-00-1290-5.
- Довідник з історії України. — 2-ге вид. — К., 2001.
- Енциклопедія українознавства : Словникова частина : [в 11 т.] / Наукове товариство імені Шевченка ; гол. ред. проф., д-р Володимир Кубійович. — Париж — Нью-Йорк : Молоде життя, 1955—1995. — ISBN 5-7707-4049-3.
- Рогніда // Українська мала енциклопедія : 16 кн. : у 8 т. / проф. Є. Онацький. — Накладом Адміністратури УАПЦ в Аргентині. — Буенос-Айрес, 1964. — Т. 7, кн. XIII : Літери Риз — Се. — С. 1606. — 1000 екз.
- Рогнеда Рогволодовна полоцкая княжна. — Мн: Академия управл. при Президенте Респуб. Беларусь, 2020. — 32 с., илл. — ISBN 978-985-527-513-9.